# Liste de prix honorant les femmes

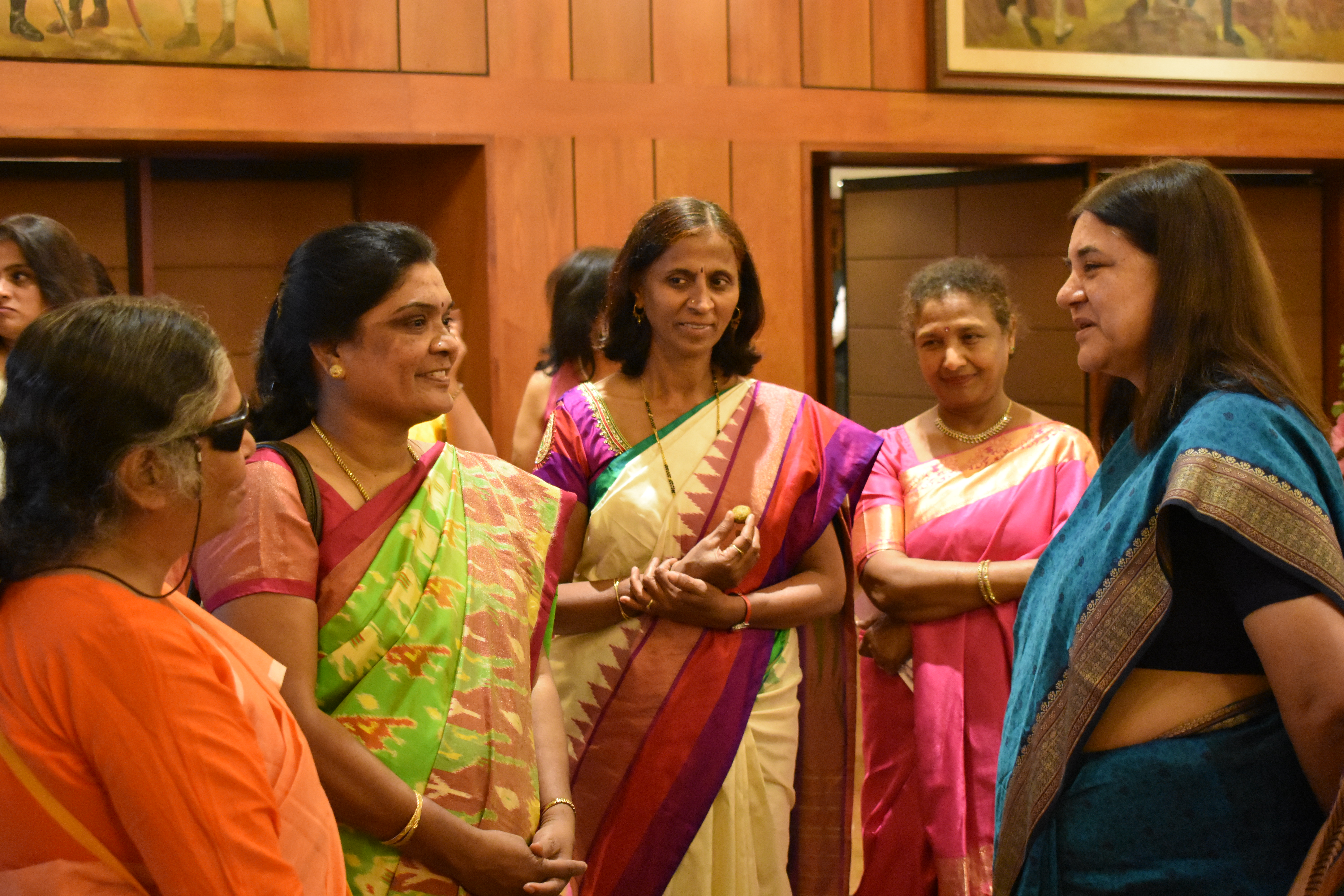
Gargi Gupta et les autres lauréates du prix Nari Shakti Puraskar, en 2017.

Cette liste de récompenses honorant les femmes est un index des articles sur les récompenses notables honorant les femmes. Elle exclut les prix décernés dans les domaines des médias, de la science et de la technologie et des sports, qui font l'objet de listes distinctes, ainsi que les ordres de chevalerie pour les femmes. La liste est organisée par région et pays de l'organisation qui la parraine, mais certains prix sont ouverts aux femmes du monde entier.

## Prix international
| Prix                                               | Organisateur                                                     | Notes |
| -------------------------------------------------- | ---------------------------------------------------------------- | --- |
| Prix Agent of Change                               | Forum des partenariats mondiaux, ONU                             | Champions de l'égalité des sexes et de l'autonomisation des femmes. |
| Médaille Florence-Nightingale                      | Comité international de la Croix-Rouge                           | Un courage et un dévouement exceptionnels envers les blessés, les malades, les handicapés ou les victimes civiles d'un conflit ou d'une catastrophe ou des services exemplaires ou un esprit créatif et pionnier dans les domaines de la santé publique ou de l'enseignement des soins infirmiers |
| Prix de la paix du millénaire pour les femmes (en) | Fonds de développement des Nations unies pour la femme           | Efforts pour mettre fin au conflit. |
| Prix des femmes d'affaires (en)                    | Conférence des Nations unies sur le commerce et le développement | Les femmes qui ont participé au programme EMPRETEC (en). |

## Amérique
| Pays       | Prix                                                                  | Organisateur                                             | Notes |
| ---------- | --------------------------------------------------------------------- | -------------------------------------------------------- | --- |
| Canada     | Prix du Gouverneur général en commémoration de l'affaire « personne » | Gouverneur général du Canada                             | Promotion de l'égalité des filles et des femmes au Canada. |
| États-Unis | Prix de recherche AWM–Microsoft en algèbre et théorie des nombres     | Association pour les Femmes en mathématiques             | Jeune chercheuse exceptionnelle en algèbre ou en théorie des nombres. |
| États-Unis | Prix pour femmes visionnaires de l'Institut Anita-Borg                | Institut Anita-Borg                                      | Réalisation exceptionnelle par des femmes dans le domaine de la technologie. |
| États-Unis | Prix Bennett pour les femmes réalistes figuratives (en)               | Steven Alan Bennett et Elaine Melotti Schmidt            | Femmes peintres réalistes figuratives. |
| États-Unis | Prix Elaine-Bennett pour la recherche                                 | American Economic Association                            | Recherche exceptionnelle dans un domaine de l'économie par une femme ayant obtenu son doctorat il y a sept ans au maximum.                                                                             |
| États-Unis | Prix du courage féminin au Ghana                                      | Département d'État des États-Unis                        | Les femmes ghanéennes qui ont fait preuve de leadership, de courage, d'ingéniosité et qui sont prêtes à se sacrifier pour les autres, notamment pour promouvoir les droits des femmes au Ghana.        |
| États-Unis | Glamour Awards (en)                                                   | Glamour (magazine)                                       | Des femmes extraordinaires et inspirantes dans des domaines variés. |
| États-Unis | Célébration Grace Hopper des femmes en informatique (en)              | Institut Anita-Borg, Association for Computing Machinery | Prix pour les femmes dans l'informatique. |
| États-Unis | Prix international de la femme de courage                             | Département d'État des États-Unis                        | Les femmes du monde entier qui ont fait preuve de leadership, de courage, d'ingéniosité et qui sont prêtes à se sacrifier pour les autres, notamment pour promouvoir les droits des femmes.            |
| États-Unis | Prix Joan et Joseph Birman                                            | Association pour les Femmes en mathématiques             | Jeune chercheuse exceptionnelle en topologie ou en géométrie. |
| États-Unis | Los Angeles Times Women of the Year Silver Cup (en)                   | Los Angeles Times                                        | Réalisations dans les domaines de la science, de la religion, des arts, de l'éducation et du gouvernement, du service communautaire, du divertissement, du sport, du commerce et de l'industrie.       |
| États-Unis | Prix Mary Garber (en)                                                 | Atlantic Coast Conference                                | Athlète féminine ayant fait preuve d'un talent extraordinaire tout au long de la saison. |
| États-Unis | Oregon Women of Achievement (en)                                      | Commission des femmes de l'Oregon (en)                   | Modèles exemplaires qui promeuvent le statut des femmes dans la société, s'engagent en faveur de la diversité et de l'équité et sont reconnus pour leur réussite et leur leadership dans leur domaine. |
| États-Unis | Prix des femmes remarquables (en)                                     | National Association of Women Business Owners (en)       | Femmes qui consacrent du temps et du talent à leur organisation et à leur communauté. |
| États-Unis | Prix Michler                                                          | Association pour les Femmes en mathématiques             | Recherche exceptionnelle d'une mathématicienne ayant récemment obtenu la titularisation. |
| États-Unis | Prix Sadosky                                                          | Association pour les Femmes en mathématiques             | Jeune chercheuse exceptionnelle en analyse mathématique. |
| États-Unis | Les prix DVF (en)                                                     | Fondation de la famille Diller-von Furstenberg           | Des femmes extraordinaires qui se consacrent à la transformation de la vie d'autres femmes. |
| États-Unis | Les dix premières femmes professionnelles (en)                        | Marjaree Mason Center (en)                               | Les femmes en fonction des progrès réalisés dans leur profession, des services rendus à leur communauté et de la manière dont elles ont servi de modèles positifs.                                     |
| États-Unis | Prix de la femme de courage (en)                                      | Organisation nationale pour les femmes                   | Bravoure personnelle dans la remise en cause d'un pouvoir bien établi et dans la réalisation d'une action susceptible de profiter aux femmes en général.                                               |

## Asie
| Country     | Award                         | Sponsor                                               | Notes |
| ----------- | ----------------------------- | ----------------------------------------------------- | --- |
| Bangladesh  | Begum Rokeya Padak (en)       | Gouvernement du Bangladesh                            | Femmes individuelles pour leurs réalisations exceptionnelles,. |
| Inde        | I Am Woman awards (en)        | Fondation éducative Karan Gupta et IE Business School | Des femmes surmontant des défis professionnels et personnels,. |
| Inde        | Nari Shakti Puraskar          | Président de l'Inde                                   | Réalisations et contributions des femmes. |
| Inde        | Neerja Bhanot Award (en)      | Neerja Bhanot-Pan Am Trust                            | Femme indienne victime d'une injustice sociale, qui fait face à la situation avec cran et détermination et apporte son aide à d'autres femmes dans la même détresse. |
| Inde        | Women Transforming India (en) | Organisation des Nations unies                        | Des femmes entrepreneurs exceptionnelles, qui brisent le plafond de verre et défient les stéréotypes,.                                                               |
| Philippines | Ordre de Gabriela Silang (en) | Président des Philippines                             | Épouses de chefs d'État et/ou de gouvernement, philippins et étrangers.                                                                                              |

## Europe
| Pays                                          | Prix                                 | Organisateur                           | Notes |
| --------------------------------------------- | ------------------------------------ | -------------------------------------- | --- |
| Allemagne                                     | Croix d'honneur de la mère allemande | Troisième Reich                        | Mère allemande pour mérites exceptionnels envers la nation allemande,                                                                   |
| Allemagne                                     | Médaille Clara-Zetkin                | République démocratique allemande      | Réalisations exceptionnelles dans le développement et l'avancement de la société socialiste du pays,                                    |
| Allemagne                                     | Anne Klein Women's Award (en)        | Fondation Heinrich-Böll                | Femmes de partout dans le monde qui s'engagent en faveur de la démocratie des genres.                                                   |
| Danemark                                      | Tagea Brandt Rejselegat              | Tagea Brandt Rejselegat                | Femmes ayant apporté une contribution significative dans le domaine de la science, de la littérature ou de l'art                        |
| France                                        | Coupe Femina                         | Magazine Femina                        | La femme qui, au coucher du soleil le 31 décembre de chaque année, a effectué le plus long vol, en temps et en distance, sans atterrir. |
| Grèce                                         | Ordre de Bienfaisance                | Président de la République hellénique  | Services éminents rendus par des femmes à la Grèce et dans la sphère publique                                                           |
| Royaume-Uni                                   | Prix de la femme arabe de l'année    | London Arabia Organisation             | Réalisations des femmes arabes dans le monde entier                                                                                     |
| Royaume-Uni                                   | Prix Max-Mara                        | Max Mara, Whitechapel Gallery          | Jeune artiste féminine travaillant au Royaume-Uni                                                                                       |
| Royaume-Uni                                   | Ordre royal de Victoria et Albert    | Reine Victoria                         | Membres féminins de la famille royale britannique et courtisanes                                                                        |
| Royaume-Uni                                   | Women of the Year Lunch (en)         | The Women of the Year Lunch and Awards | Les femmes d'exception |
| Royaume-Uni                                   | 100 Women                            | BBC                                    | Série qui examine le rôle des femmes au XXIe siècle                                                                                     |
| Russie                                        | Women's World Award (en)             | World Awards                           | Les femmes qui ont influencé le monde par leur travail dans des domaines tels que la société ou la politique.                           |
| Serbie                                        | Ordre de la Mère de Jugović (en)     | Église orthodoxe serbe                 | Les mères qui ont plusieurs enfants |
| Union des républiques socialistes soviétiques | Mère héroïque                        | URSS                                   | Pour avoir porté et élevé une famille nombreuse                                                                                         |
| Union des républiques socialistes soviétiques | Ordre de la Gloire maternelle        | URSS                                   | Mères portant et élevant sept enfants ou plus                                                                                           |

## Océanie
| Pays                      | Prix                                                                   | Organisateur                                                   | Notes |
| ------------------------- | ---------------------------------------------------------------------- | -------------------------------------------------------------- | --- |
| Australie                 | Victorian Honour Roll of Women (en)                                    | État de Victoria                                               | Réalisations des femmes de l'État de Victoria. |
| Nouvelle-Zélande          | Kate Sheppard Memorial Trust Award (en)                                | Kate Sheppard Memorial Award Trust                             | Pour la poursuite de l'éducation, des études, de la recherche ou de la formation dans des domaines qui présentent un intérêt pour la communauté néo-zélandaise. |
| Nouvelle-Zélande          | New Zealand Women of Influence Awards (en)                             | Westpac, Stuff NZ                                              | Les femmes qui font la différence dans la vie quotidienne des Néo-Zélandais                                                                                     |
| Nouvelle-Zélande          | Fonterra Dairy Woman of the Year (en)                                  | Fonterra                                                       | Prix décerné à une femme qui a apporté une contribution exceptionnelle à l'industrie laitière                                                                   |
| Nouvelle-Zélande          | Women in Governance Awards (en)                                        | Gouvernance Nouvelle-Zélande                                   | Reconnaître l'engagement en faveur de la diversité des organisations et des individus en Nouvelle-Zélande.                                                      |
| Nouvelle-Zélande          | Prix des femmes du cinéma et de la télévision en Nouvelle-Zélande (en) | Les femmes dans le cinéma et la télévision en Nouvelle-Zélande | Célébrer et encourager les réalisations des femmes néo-zélandaises dans le domaine du cinéma, de la télévision et des médias numériques.                        |
| Papouasie-Nouvelle-Guinée | Westpac Outstanding Women Award (en)                                   | Westpac                                                        | Reconnaître le travail professionnel exceptionnel des femmes en Papouasie-Nouvelle-Guinée                                                                       |

### Note
- (en) Cet article est partiellement ou en totalité issu de l’article de Wikipédia en anglais intitulé « List of awards honoring women » (voir la liste des auteurs).